# Трифонов, Владимир Ильич
Влади́мир Ильи́ч Три́фонов (1933, Ленинград — 24 июня 1991, Москва) — советский сценарист, музыкальный продюсер.

## Биография
Владимир Трифонов родился в 1933 году в Ленинграде. 
В 1954 году поступил на сценарный факультет Всесоюзного государственного института кинематографии (мастерская Евгения Габриловича). В 1958 году исключён из комсомола и отчислен из института за участие в студенческом капустнике с пародиями на историко-революционные фильмы. Впоследствии восстановлен на заочное отделение ВГИКа, которое окончил в октябре 1964 года.
Сценарист; автор рассказов и сатирических повестей, печатавшихся в «Литературной газете»; режиссёр и ведущий телевизионных передач. Обладатель премии «Золотой телёнок» «Литературной газеты» (1972, 1978). Член Союза писателей с 1982 года.
Писал и работал в тандеме с Дмитрием Ивановым.
Работая редактором радиопередачи «С добрым утром!», Трифонов был одним из первых, кто обратил внимание на Аллу Пугачёву и пригласил её в эфир.
Умер 24 июня 1991 года в Москве.

### Память
15 апреля 2019 года на сольном концерте, данном после многолетнего перерыва в день своего 70-летия, Алла Пугачёва посвятила Владимиру Трифонову песню «Серое пальто». Посвящение затем перешло в сделанный на основе этого концерта фильм «Алла Пугачёва. Тот самый концерт», впоследствии в 2024 году был выпущен стриминговый альбом P.S.:
Я считаю, что звёздами рождаются. И, слава богу, что есть такие люди, которые увидев хотя бы небольшой свет этой звёздочки, верят в неё, помогают ей и ждут. И звезда ждёт своего часа. Каждая. Я дождалась. И благодарна людям, которые мне помогали. Всех я не перечислю, но сегодня я посвящаю эту песню Владимиру Трифонову».
.

## Семья
- Мать — Тамара Казимировна Трифонова (1904—1962), литературный критик.
- Отец — Илья Алексеевич Трифонов (1900—1949), прозаик (литературный псевдоним Илья Иволгин).
- Брат — Лев Абелевич Левицкий (1929—2005), советский и российский литературный критик, литературовед. Приёмный сын матери Владимира Трифонова.

## Фильмография

### Сценарист
| Год  | Фильм                                  | Страна     | Язык    | Награды | Примечание |
| ---- | -------------------------------------- | ---------- | ------- | ------- | --- |
| 1964 | Эстрадная фантазия                     | СССР       | Русский |         | В соавторстве с Дмитрием Ивановым                                                                                 |
| 1966 | Красное, синее, зелёное                | СССР       | Русский |         | В соавторстве с Дмитрием Ивановым                                                                                 |
| 1964 | Москва в нотах                         | СССР, ФРГ  | Русский |         | В соавторстве с Дмитрием Ивановым и Хайнцем Лизендалем                                                            |
| 1973 | Эта весёлая планета                    | СССР       | Русский |         | В соавторстве с Дмитрием Ивановым и Юрием Сааковым                                                                |
| 1978 | Здравствуй, река                       | СССР       | Русский |         | В соавторстве с Дмитрием Ивановым. Авторы сценария в фильме выступают под псевдонимами Д. Юрин и Виталий Татьянин |
| 1980 | Гражданин Лёшка                        | СССР       | Русский |         | В соавторстве с Дмитрием Ивановым                                                                                 |
| 1982 | В старых ритмах                        | СССР       | Русский |         | В соавторстве с Дмитрием Ивановым                                                                                 |
| 1983 | Как прогулял Стеблов (фильм-спектакль) | СССР       | Русский |         | В соавторстве с Дмитрием Ивановым                                                                                 |
| 1984 | Мой избранник                          | СССР       | Русский |         | В соавторстве с Дмитрием Ивановым                                                                                 |
| 1987 | Акселератка                            | СССР       | Русский |         | В соавторстве с Дмитрием Ивановым                                                                                 |
| 1992 | Полёт ночной бабочки                   | Белоруссия | Русский |         | В соавторстве с Дмитрием Ивановым                                                                                 |
| 1992 | Уик-энд с убийцей                      | Белоруссия | Русский |         | В соавторстве с Дмитрием Ивановым                                                                                 |
| 1993 | Чёртовы куклы                          | Белоруссия | Русский |         | В соавторстве с Дмитрием Ивановым                                                                                 |

### Прочие работы
| Год  | Фильм        | Страна | Роль Трифонова                   |
| ---- | ------------ | ------ | -------------------------------- |
| 1969 | 13 поручений | СССР   | Актёр (роль продавца мороженого) |